# Соджертіс (селище, Нью-Йорк)
Соджертіс (англ. Saugerties) — селище (англ. village) в США, в окрузі Ольстер штату Нью-Йорк. Населення — 3899 осіб (2020).

## Географія
Соджертіс розташований за координатами 42°4′31″ пн. ш. 73°56′42″ зх. д. / 42.07528° пн. ш. 73.94500° зх. д. (42.075248, -73.944930).  За даними Бюро перепису населення США в 2010 році селище мало площу 5,85 км², з яких 4,62 км² — суходіл та 1,23 км² — водойми.

## Демографія
Згідно з переписом 2010 року, у селищі мешкала 3971 особа в 1852 домогосподарствах у складі 946 родин. Густота населення становила 678 осіб/км².  Було 2002 помешкання (342/км²).
Расовий склад населення:
| - 91,8 % — білих - 2,3 % — чорних або афроамериканців - 1,1 % — азіатів - 0,5 % — корінних американців - 1,5 % — осіб інших рас |

До двох чи більше рас належало 2,9 %. Частка іспаномовних становила 7,6 % від усіх жителів.
За віковим діапазоном населення розподілялося таким чином: 19,7 % — особи молодші 18 років, 62,9 % — особи у віці 18—64 років, 17,4 % — особи у віці 65 років та старші. Медіана віку мешканця становила 42,8 року. На 100 осіб жіночої статі у селищі припадало 93,9 чоловіків;  на 100 жінок у віці від 18 років та старших — 93,2 чоловіків також старших 18 років.
Середній дохід на одне домашнє господарство  становив 59 092 долари США (медіана — 44 350), а середній дохід на одну сім'ю — 71 041 долар (медіана — 60 474). За межею бідності перебувало 12,8 % осіб, у тому числі 15,8 % дітей у віці до 18 років та 13,5 % осіб у віці 65 років та старших.
Цивільне працевлаштоване населення становило 1885 осіб. Основні галузі зайнятості: освіта, охорона здоров'я та соціальна допомога — 22,5 %, роздрібна торгівля — 17,5 %, мистецтво, розваги та відпочинок — 14,5 %.